# Sadová (železniční zastávka)
Sadová je nákladiště a zastávka (někdejší železniční stanice) v jižní části obce Sadová v okrese Hradec Králové. Leží v km 14,307 železniční trati Hradec Králové – Turnov mezi stanicemi Všestary a Hněvčeves.

## Historie

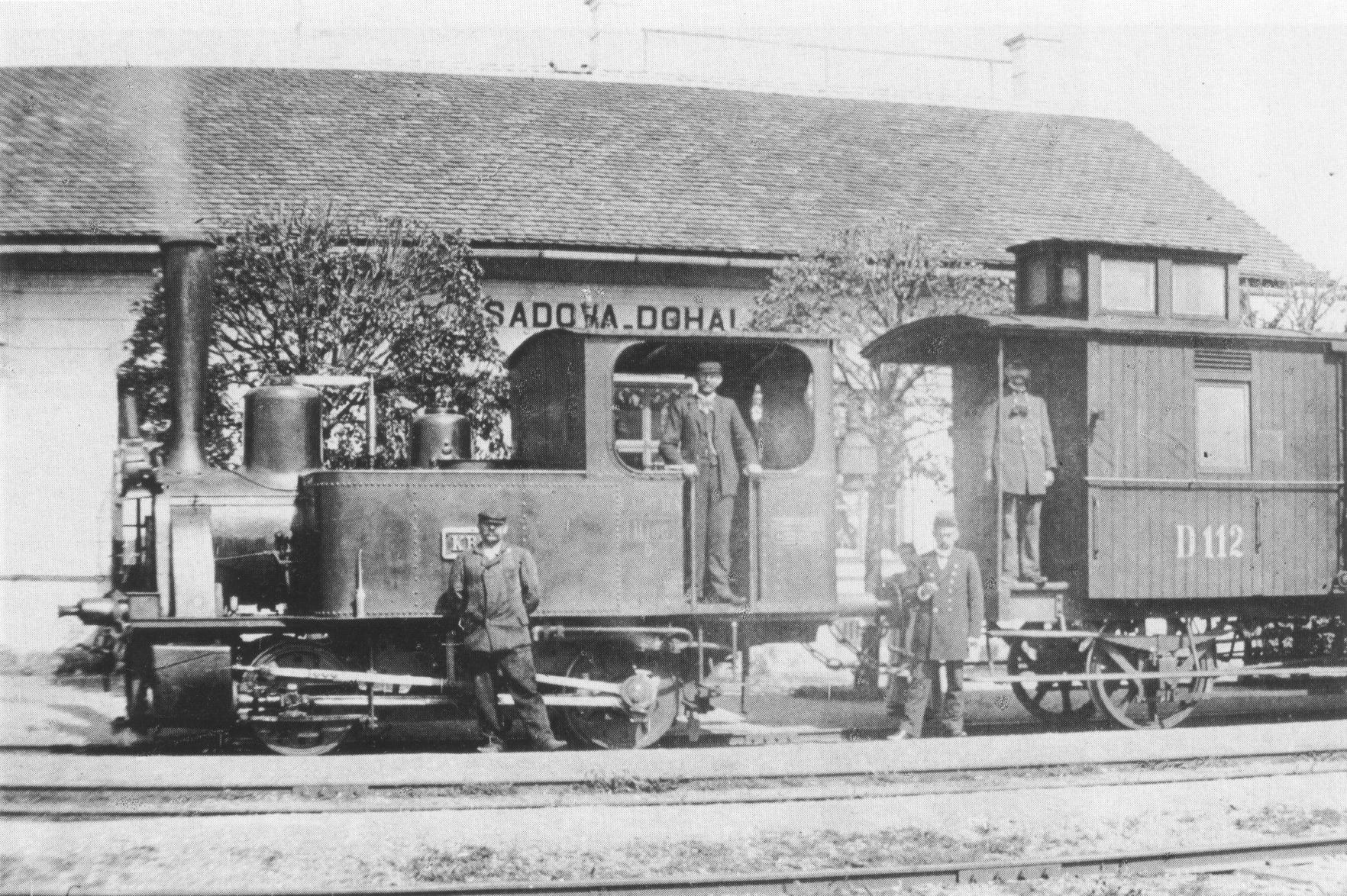
Lokomotiva společnosti BCB před budovou stanice v roce 1906

Nádraží v Sadové, tehdy s názvem Sadova-Dohalic, bylo zprovozněno společností BCB 19. března 1882, tedy společně s železniční trati z Hradce Králové do Ostroměře. Již 25. března 1882 se stanice stala koncovou pro vlaky z trati do Smiřic, která se z trati Hradec Králové – Ostroměř oddělovala v odbočce Hněvčeves. Až na přelomu 80. a 90. let 20. století se z odbočky stala stanice Hněvčeves, stanice Sadová tak pozbyla významu a byla upravena na nákladiště a zastávku.
V roce 2008 byl v zastávce ukončen prodej jízdenek, původní nádražní budovu pak před rokem 2019 odkoupila obec Sadová, ta poté uzavřela čekárnu.

## Popis nákladiště a zastávky
Nákladištěm prochází traťová kolej č. 1 (užitečná délka 476 m), do které je na obou zhlavích zapojena manipulační kolej č. 3 (485 m). Na všestarském zhlaví pak odbočuje vlečka Agropodnik Hradec Králové, středisko Sadová. V nákladišti jsou celkem tři ručně přestavované výhybky, dvě na jízdy mezi první a třetí kolejí, další je odbočná výhybka na vlečku. Za krajní výhybkou č. 1 na směrem na Všestary se v km 14,088 nachází přejezd P5388 (silnice č. 32340 mezi obcemi Dohalice a Sadová) vybavený světelným zabezpečovacím zařízením bez závor. Za krajní výhybkou č. 3 na směrem na Hněvčeves se v km 14,713 nachází přejezd P5389 (silnice I/35) vybavený světelným zabezpečovacím zařízením se závorami.
Nákladiště je obsluhováno nákladními vlaky ze směru od Všestar nebo Hněvčevse, obsluha je prováděna bez uvolnění traťové koleje. V nákladišti je pomocné stavědlo PSt.1, které je pomocí „Vlečkových klíčů“ (ty jsou v základní poloze uzamčeny v elektromagnetických zámcích sousedních stanic Všestary a Hněvčeves) závislé na reléovém poloautomatickém bloku. Vložením klíče do pomocného stavědla dojde k vypnutí anulace přejezdů P5388 a P5389, jejich ovládání je předáno na místní obsluhu. Dále jsou uvolněny výsledné klíče od výkolejek, které je nutné sklopit pro obsluhu nákladiště.
Zastávka je vybavena jednostranným vnějším panelovým nástupištěm o délce 116 m s nástupní hranou ve výšce 300 mm nad temenem kolejnice, přístup na nástupiště je po úrovňovém přechodu přes manipulační kolej č. 3.